# Friedrich Wilhelm von Schaeffer
Friedrich Wilhelm von Schaeffer (* 3. August 1839 in Magdeburg; † 17. Juni 1916 in Nöbdenitz) war ein preußischer Generalmajor und Kommandeur der 59. Infanterie-Brigade.

## Leben

### Herkunft
Friedrich Wilhelm war ein Sohn des preußischen Majors Heinrich von Schaeffer (1799–1869) und dessen Ehefrau Cäcilie, geborene von Mandelsloh (1808–1878).

### Militärkarriere
Schaeffer besuchte die Höhere Bürgerschule in Wehlau sowie die Kadettenhäuser in Bensberg und Berlin. Anschließend wurde er am 2. Mai 1857 als charakterisierter Portepeefähnrich dem 32. Infanterie-Regiment der Preußischen Armee überwiesen. Bis Ende Dezember 1858 avancierte er zum Sekondeleutnant und war vom 11. Oktober 1864 bis zum 11. August 1865 zum preußischen Kommando der Festung Mainz abkommandiert. Während des Deutschen Krieges befand er sich bei der Mainarmee, wo er am 20. Juli 1866 zum Premierleutnant befördert wurde. Während des Deutsch-Französischen Krieges nahm Schaeffer an den Schlachten bei Weißenburg, Wörth, Sedan, Orleans und Beaugency-Cravant, der Belagerung von Paris sowie den Gefechten bei Artenay, Chateaudun, Chartres, Chateauneuf, Bretoncelles, Alencon und Courville teil.
Ausgezeichnet mit dem Eisernen Kreuz II. Klasse wurde Schaeffer nach dem Friedensschluss am 14. Dezember 1871 zum Hauptmann befördert und zum Kompaniechef ernannt. Am 12. März 1878 erfolgte seine Versetzung als Chef der 7. Kompanie in das 6. Thüringische Infanterie-Regiment Nr. 95. Ende Mai 1879 übernahm er die 10. Kompoanie und wurde Mitte Februar 1883 unter Beförderung zum Major dem Regiment aggregiert. Daran schloss sich am 19. Februar 1885 eine Verwendung als Kommandeur des I. Bataillons im 1. Großherzoglich Hessische Infanterie-(Leibgarde-)Regiment Nr. 115 in Darmstadt an. Als Oberstleutnant und etatmäßiger Stabsoffizier war Schaffer vom 22. Mai 1889 bis zum 21. August 1891 in seinem Stammregiment tätig. Anschließend wurde er mit der Beförderung zum Oberst dem 8. Westfälischen Infanterie-Regiment Nr. 57 in Wesel aggregiert und am 18. Oktober 1891 zum Kommandeur dieses Verbandes ernannt. Am 18. August 1895 stieg Schaeffer zum Generalmajor und Kommandeur der 59. Infanterie-Brigade in Saarburg auf. Anlässlich des Ordensfestes erhielt er im Januar 1897 den Roten Adlerorden II. Klasse mit Eichenlaub. In Genehmigung seines Abschiedsgesuches wurde er am 18. August 1897 unter Verleihung des Sterns zum Kronen-Orden II. Klasse mit Pension zur Disposition gestellt.
Er war Rechtsritter des Johanniterordens und starb am 17. Juni 1916 in Nöbdenitz. Drei Tage später wurde er auf dem Militärfriedhof in der Hasenheide beigesetzt.

### Familie
Schaeffer heiratete am 22. August 1863 in Kospoda Liddy Freiin von Thümmler (1844–1924). Das Paar hatte mehrere Kinder:
- Roderich (* 1867)
- Joachim (* 1868), preußischer Major und Kommandeur des Reserve-Infanterie-Regiment Nr. 214